# Parco nazionale di South Luangwa

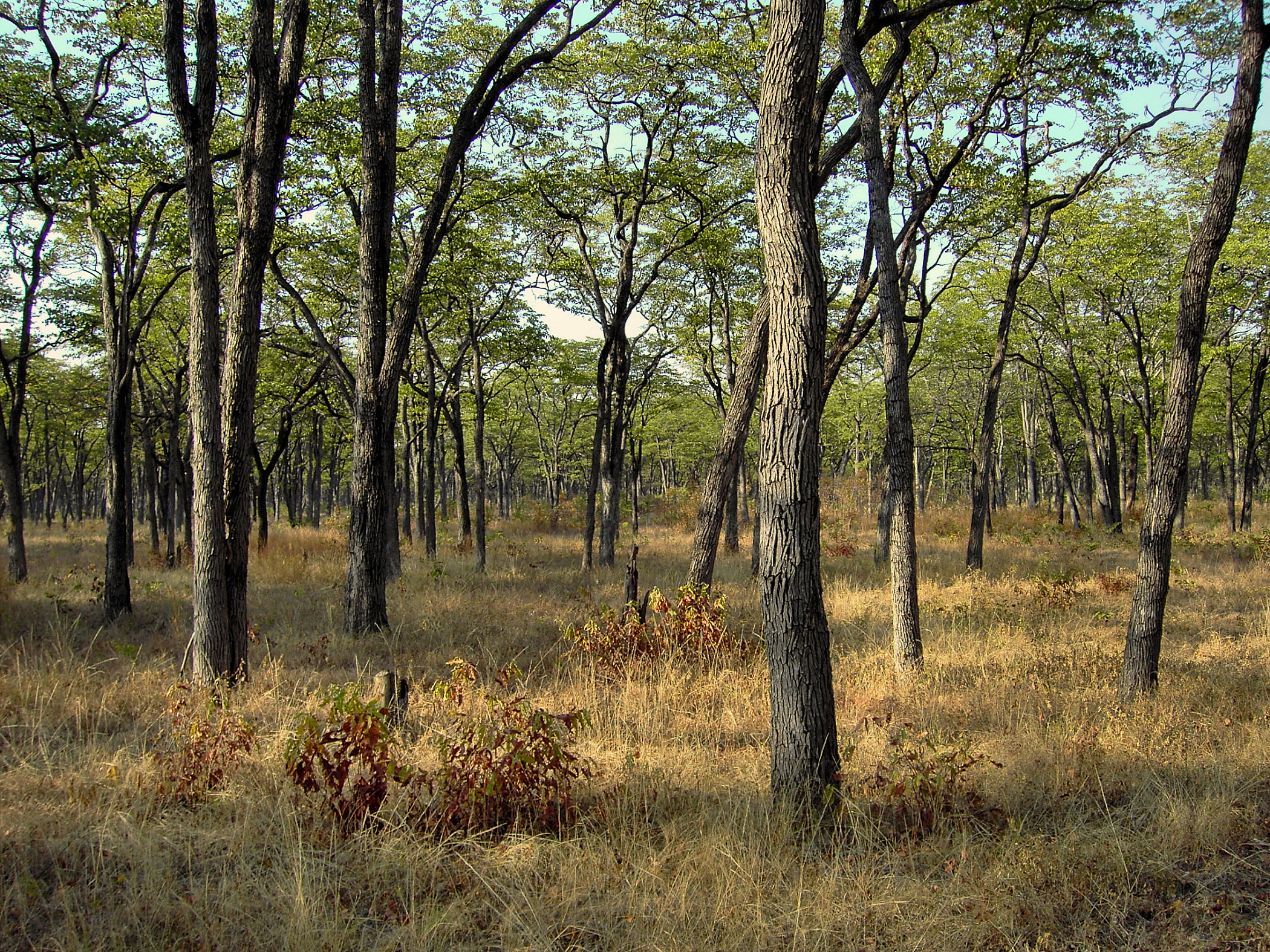
Area del parco ricoperta da miombo.

Il parco nazionale di South Luangwa (in lingua inglese South Luangwa National Park) è il più noto santuario della fauna selvatica dello Zambia e la principale attrazione turistica del paese. È il più meridionale dei tre parchi situati nella valle del fiume Luangwa. Gli altri due sono il parco nazionale di North Luangwa e il parco nazionale di Luambe. Ricopre un'area di 9050 km² ed è uno dei parchi nazionali più famosi dell'Africa per i safari fotografici. Venne istituito nel 1938 come area protetta e dichiarato parco nazionale nel 1972.

## Geografia
Si estende dai monti Muchinga, a ovest, fino al fiume Luangwa, vera arteria vitale del parco, che scorre tutto l'anno ma presenta un volume d'acqua molto ridotto nella stagione secca, quando nel mezzo della corrente emergono vasti banchi di sabbia, solitamente popolati da coccodrilli e ippopotami che si crogiolano al sole. Dal momento che le rive del fiume sono piuttosto ripide, gli animali preferiscono abbeverarsi nelle numerose lagune del parco, la cui formazione è dovuta ai frequenti cambiamenti di corso del fiume. In questi siti è più facile osservare la fauna, soprattutto quando le piccole pozze d'acqua si prosciugano. Per questo motivo, le escursioni in barca non sono uno dei punti di forza di South Luangwa, come lo sono invece in altri parchi dello Zambia.

## Flora e fauna
La vegetazione del parco spazia dalle praterie aperte alle macchie di foresta lungo le rive del fiume, che comprendono alberi di grandi dimensioni come ebani africani, mogani, «alberi di piombo» (Combretum imberbe) e acacie (Acacia albida), che a volte crescono in magnifici boschetti. Allontanandosi dal fiume il terreno si presenta in salita e la vegetazione si fa più fitta.
Il parco è famoso per le mandrie di bufali, particolarmente numerose nella stagione secca, quando gli animali si radunano in massa per scendere ad abbeverarsi al fiume. Anche il numero degli elefanti è consistente, sebbene il commercio illegale dell'avorio negli anni '90 abbia ridotto drasticamente la popolazione di questi animali. Il parco ospita inoltre leoni e leopardi; tra le specie endemiche della zona figurano lo gnu di Cookson, la giraffa di Thornicroft, che si differenzia dalle altre giraffe per i disegni scuri sul collo, e la zebra di Crawshay, dal manto segnato da strisce più sottili e numerose, che si estendono fino agli zoccoli e nel sottopancia senza sfumature di colore. Incredibile è poi la varietà di animali che popolano le pianure, con numerose specie di antilopi, tra cui tragelafi striati, antilopi d'acqua, kudu, impala e puku. Nel parco vivono inoltre antilopi roane, alcelafi e antilopi dei canneti, che però si incontrano meno di frequente.
Sembra essere in aumento anche la popolazione dei licaoni, che sono tra gli animali più rari dello Zambia. Si sono registrati alcuni avvistamenti nei pressi di Mfuwe, e anche nella zona di Nsefu il numero di esemplari segna un incremento. Un'organizzazione che sta lavorando molto per proteggere e far crescere la popolazione di questi mammiferi è la African Wild Dog Conservation, che sta cercando di aprire un corridoio naturale per i licaoni tra i parchi nazionali di South Luangwa e del basso Zambesi, dal momento che i branchi di questa specie necessitano di aree molto vaste per poter condurre la loro vita nomade.
A South Luangwa anche l'avifauna è degna di nota. Quando le piccole lagune si prosciugano, i pesci si dibattono nelle acque poco profonde richiamando grandi stormi di uccelli. Pellicani e tantali beccogiallo si rimpinzano fino a diventare così pesanti da non riuscire a volare. Partecipano al banchetto anche aironi, spatole e marabù africani, mentre la flora che cresce attorno alle lagune attira un gran numero di variopinte quelea e inseparabili di Lilian (Agapornis lilianae). Altri esemplari interessanti presenti nell'area sono la solenne gru coronata e il coloratissimo gruccione carminio.

## Turismo
Il principale ingresso al parco, Mfuwe, è situato sulla riva orientale del Luangwa. Qui si trova un aeroporto internazionale, servito regolarmente dalla Air Malawi. Inoltre, in ogni settore del parco si trovano oltre una dozzina di lodge e campeggi.

## Galleria d'immagini

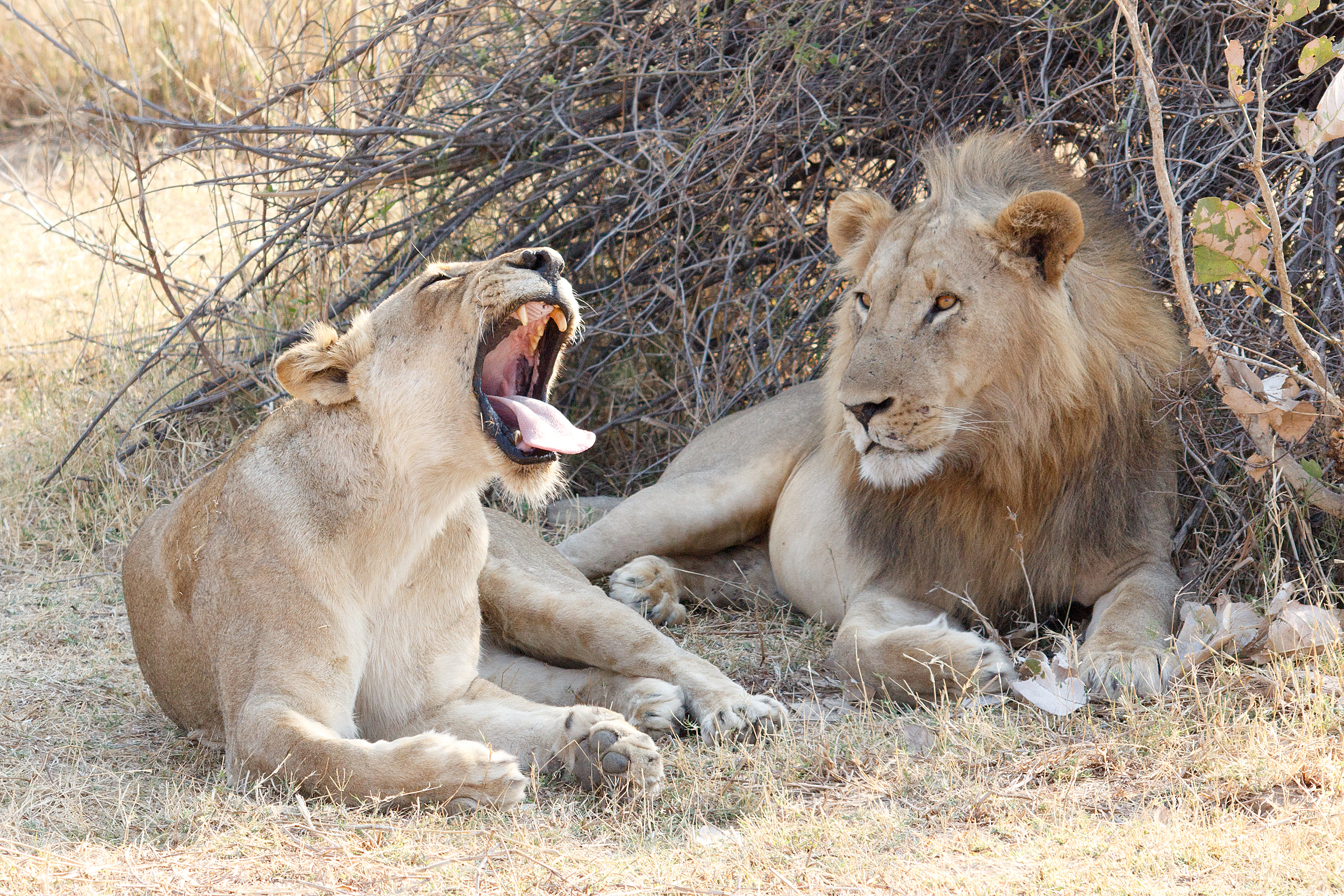
Leoni nel parco
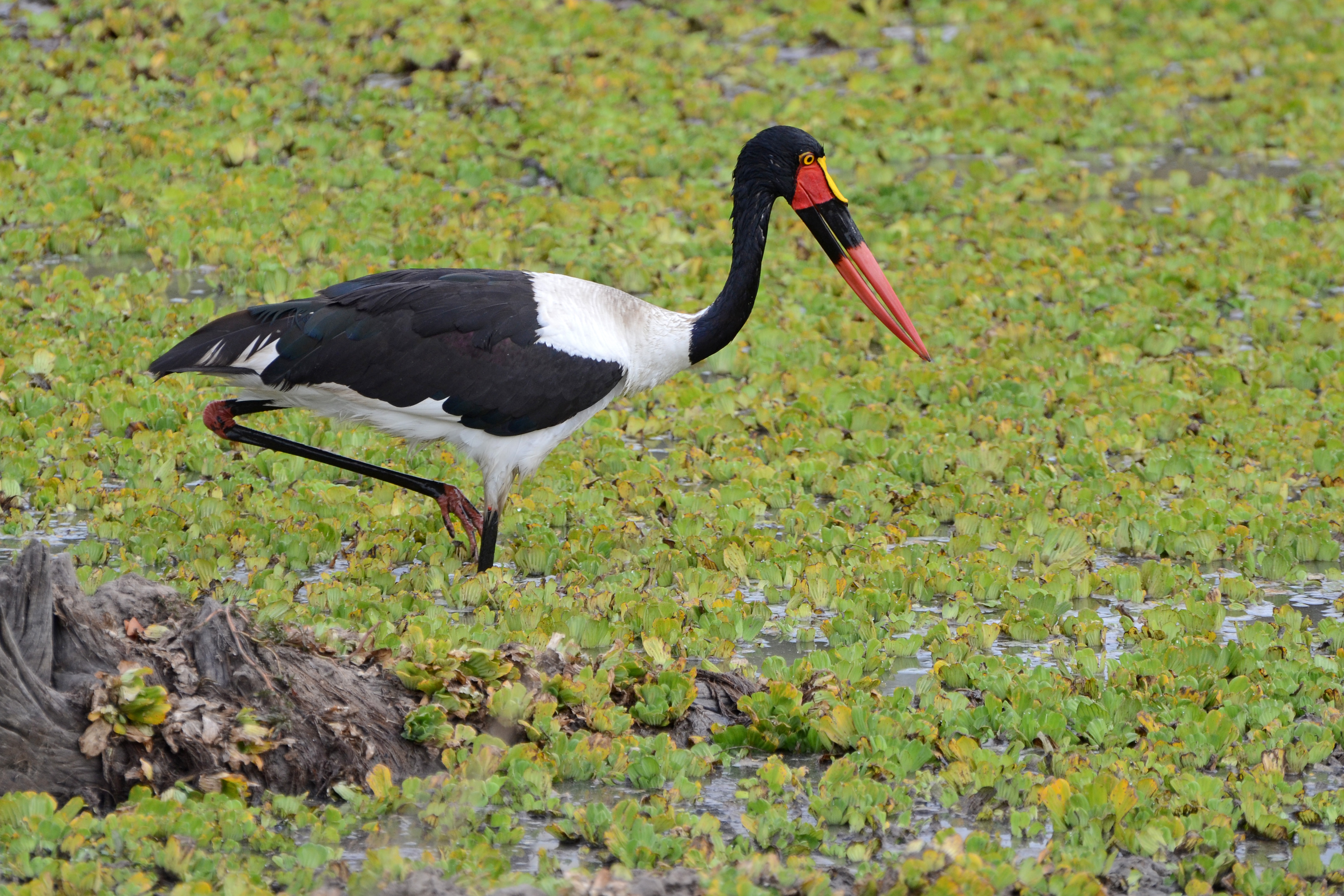
Mitteria del Senegal
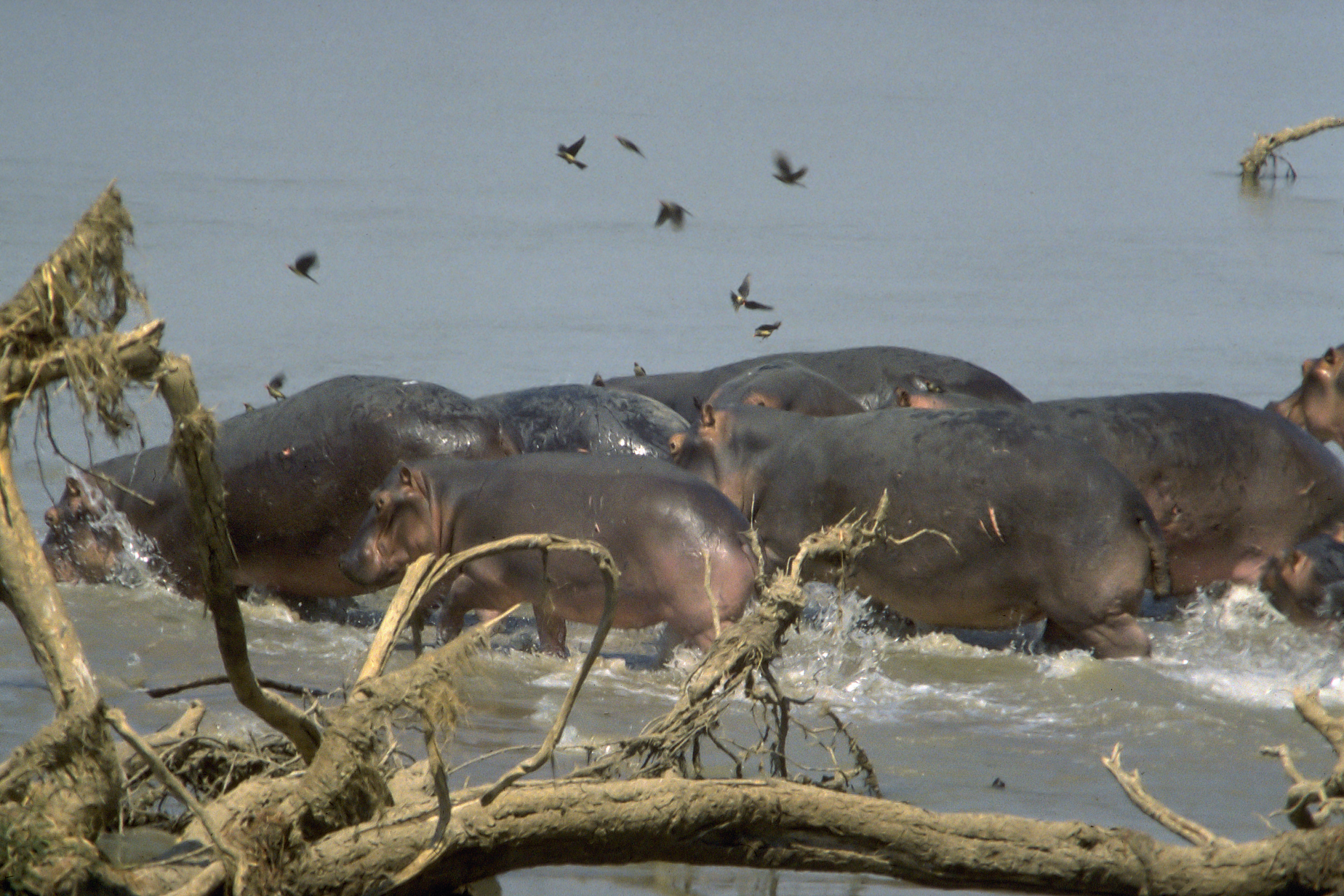
Ippopotami
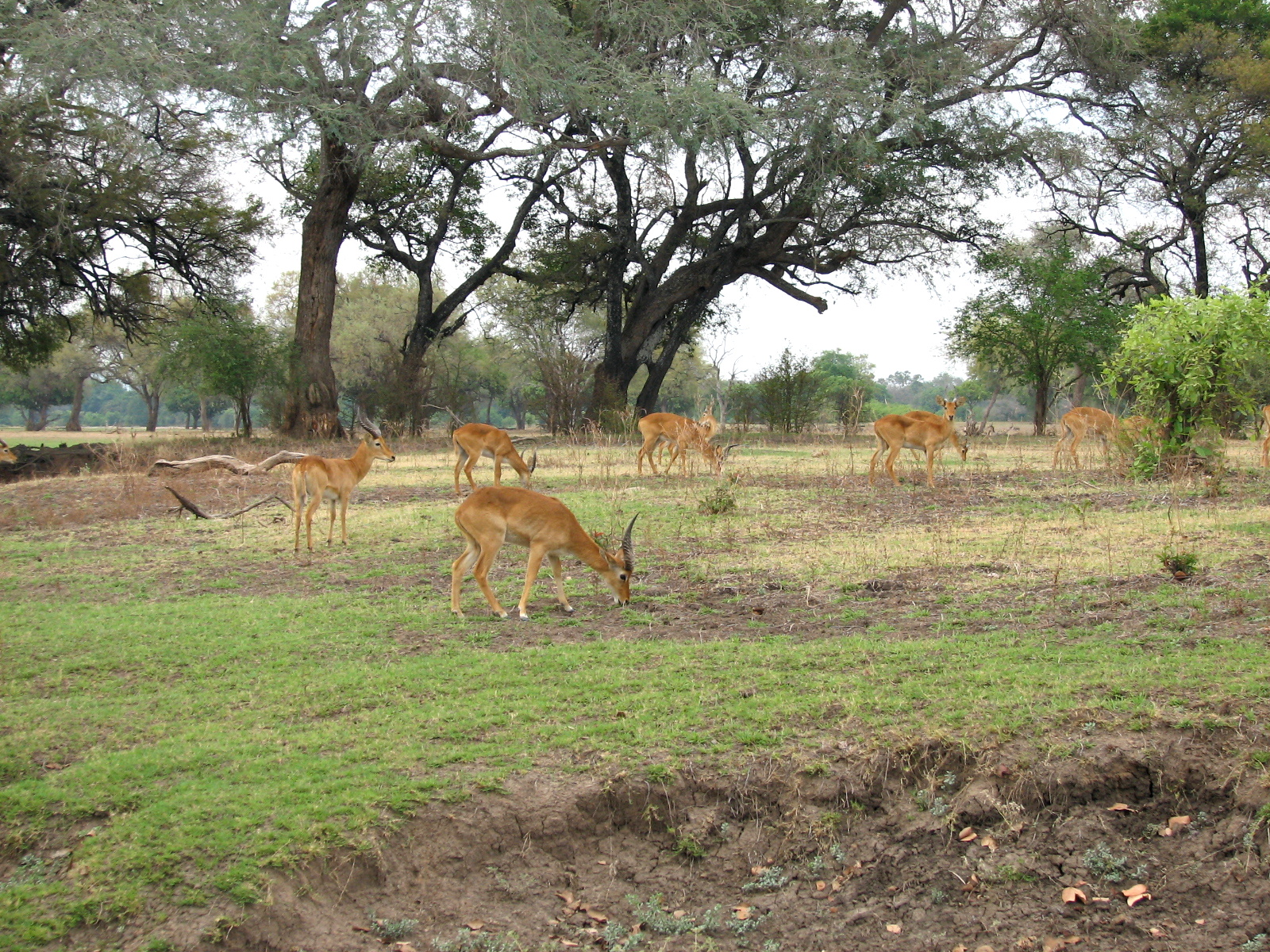
Puku
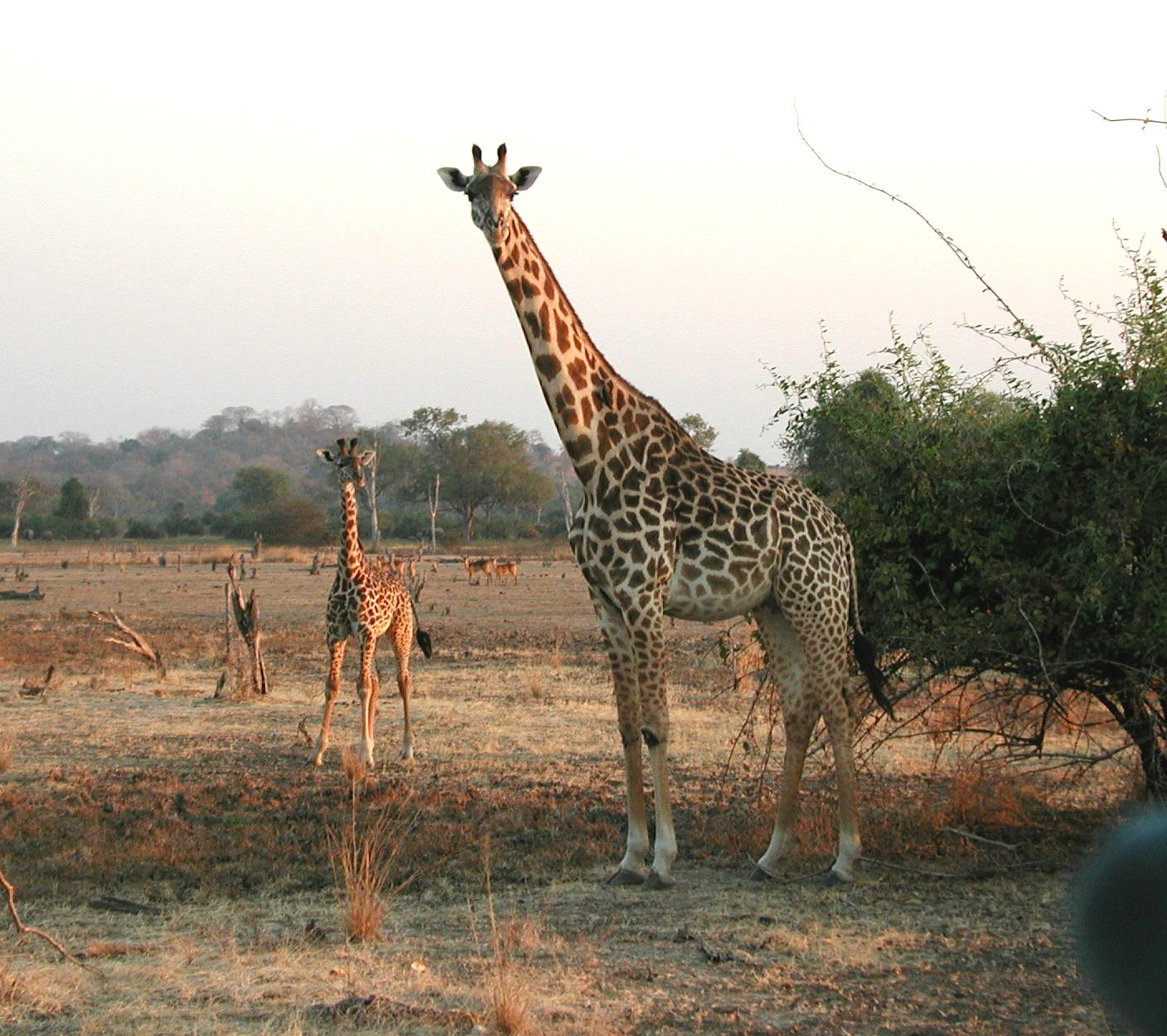
La giraffa di Thornicroft, sottospecie endemica della regione
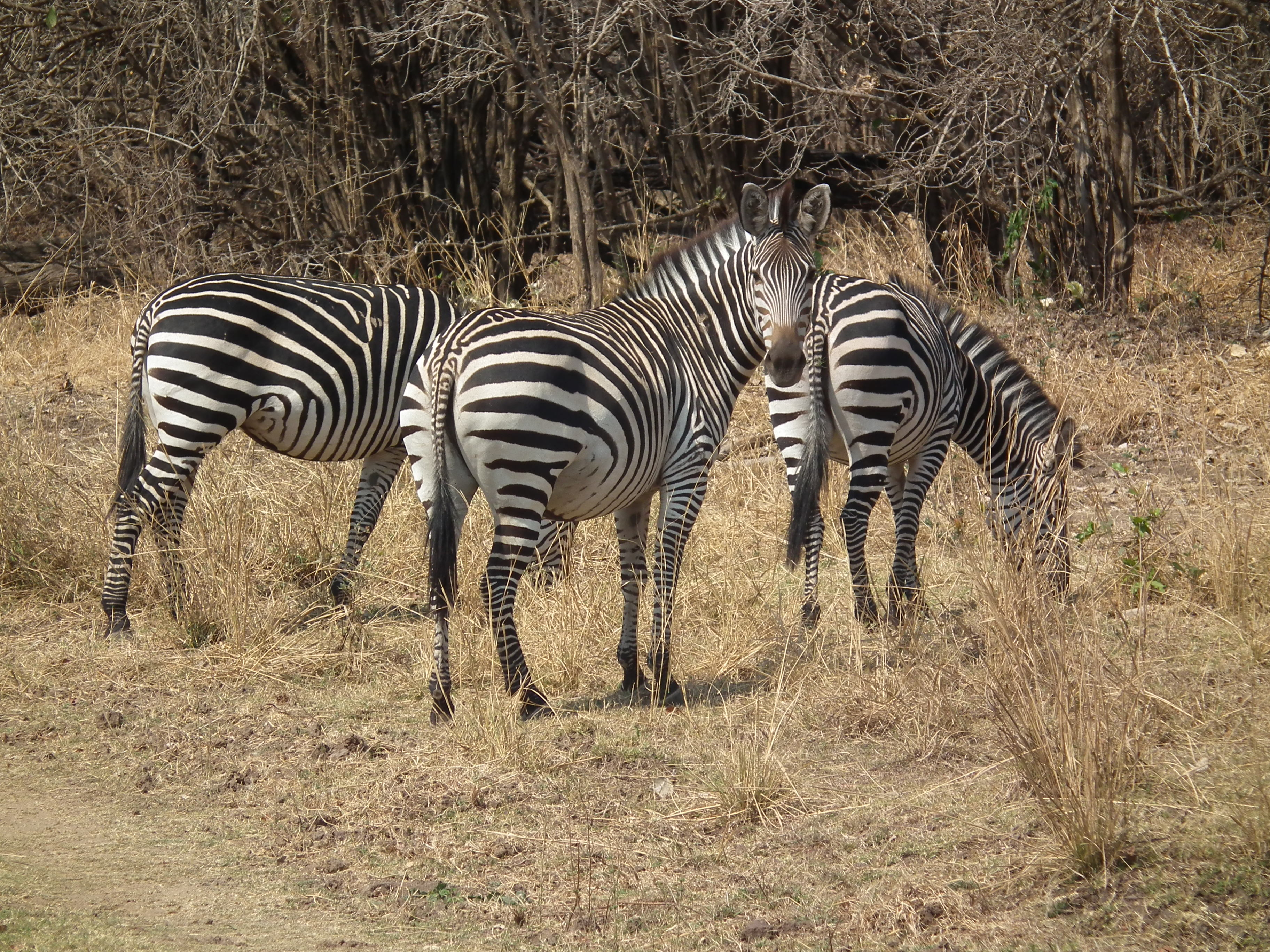
Zebre di Crawshay
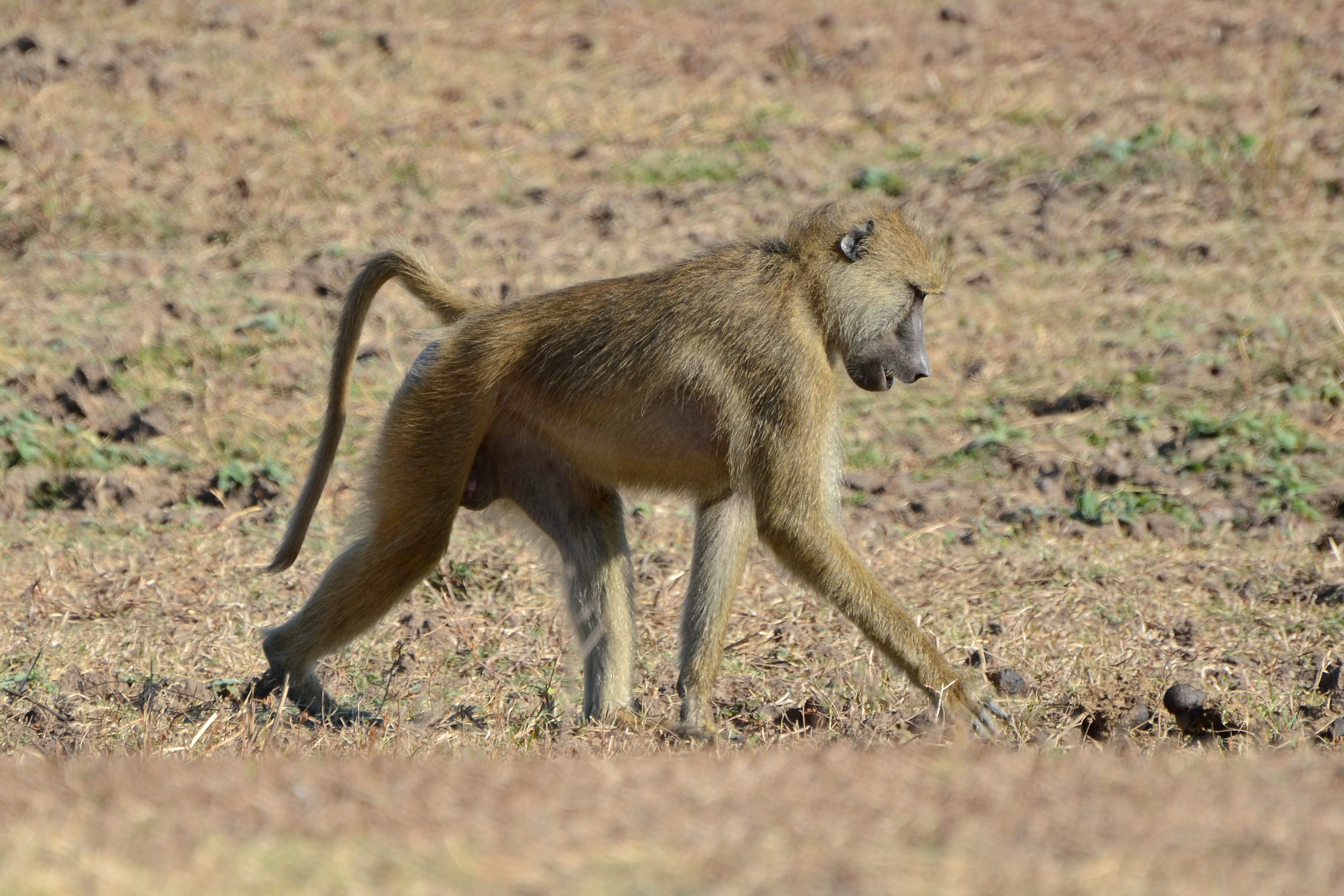
Babbuino giallo
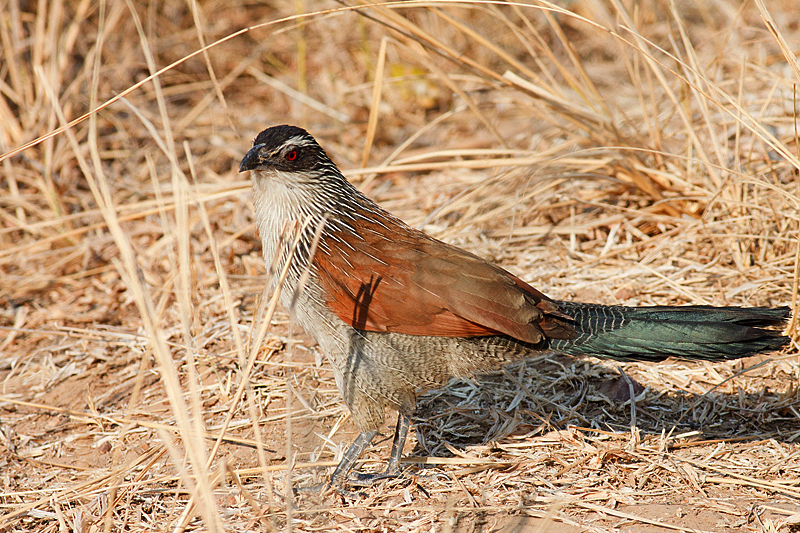
Centropo dal sopracciglio (Centropus superciliosus)